# (8203) Jogolehmann
(8203) Jogolehmann ist ein im äußeren Hauptgürtel gelegener Asteroid, der am 7. Februar 1994 vom belgischen Astronomen Eric Walter Elst am La-Silla-Observatorium (IAU-Code 033) der Europäischen Südsternwarte in Chile entdeckt wurde. Er wurde aber auch schon früher gesichtet.
Der Himmelskörper wurde am 2. April 1999 nach dem deutschen Arzt, Mineralogen und Geologen Johann Gottlob Lehmann (1719–1767) benannt, der 1741 der Universität Wittenberg in Medizin promovierte und danach in Dresden als Arzt praktizierte und neben seiner ärztlichen Tätigkeit zunehmend geologische Forschungen durchführte.
Er war einer der ersten Geologen, der Stärken und Lagerungsfolgen von Gesteinsschichten beobachtete und dokumentierte
Lehmann gilt damit als Begründer der Stratigraphie und folgte 1760 einem Ruf als Professor für Chemie und Direktor des Kaiserlichen Naturalienkabinetts nach St. Petersburg, wo ihm für seine Leistungen der Titel eines Hofrates verliehen wurde.
Der Asteroid gehört zur Hygiea-Familie, einer eher älteren Gruppe von Asteroiden, wie vermutet wird, deren größtes Mitglied der Asteroid (10) Hygiea ist.